# جيمي بارتون
جيمي بارتون (بالإنجليزية: Jamie Barton)‏ هي مغنية أوبرا ومغنية أمريكية، ولدت في 17 أكتوبر 1981.

## وصلات خارجية
- الموقع الرسمي
- جيمي بارتون على موقع IMDb (الإنجليزية)
- جيمي بارتون على موقع ميوزك برينز (الإنجليزية)
- جيمي بارتون على موقع أول ميوزيك (الإنجليزية)